# FIFA 08
FIFA 08 er et fodboldspil i rækken af FIFA-spil for år 2008. FIFA 2008 er det første FIFA-spil til Wii, Xbox 360, Nintendo DS og PlayStation 3, hvor der desuden er nye taster. I FIFA 08 er tilføjet en ny type gameplay, "Be A Pro," hvor spillere styrer en specifik spiller på banen, frem for skiftevis forskellige på hele holdet.

## Soundtrack
- Carpark North, "Human"
- Kenna, "Out of Control"
- Peter Bjorn and John, "Young Folks"
- Madness, "Sorry"